# 瓦西里·伊万丘克

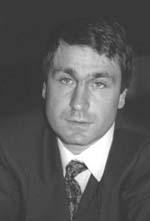
瓦西里·伊万丘克

瓦西里·米哈伊洛维奇·伊万丘克（羅馬化：Vasyl Mykhailovych Ivanchuk；1969年3月18日—），乌克兰职业国际象棋国际特级大师。2007年4月国际棋联等级分世界排名第2，目前（2008年10月）排名第3。2007-2008年世界快棋赛冠军。
俄罗斯女子特级大师阿莉萨·加利亚莫娃是伊万丘克的前妻，两人于1996年离婚。